# Somatochlora
Somatochlora je rod vážek z čeledi lesklicovitých. Česky je rod pojmenovaný lesklice, stejně jako rody Antipodochlora, Cordulia, Epitheca a Oxygastra. Na celém světě existuje asi 42 druhů tohoto rodu. V Česku se vyskytují 4 druhy, lesklice horská, lesklice jižní, lesklice severská, lesklice skvrnitá a lesklice zelenavá. Kromě hojné lesklice zelenavé se u nás všechny ostatní vyskytují vzácně.